# Annapolis (geslacht)
Annapolis is een geslacht van spinnen uit de familie hangmatspinnen (Linyphiidae).

## Soorten
De volgende soorten zijn bij het geslacht ingedeeld:
- Annapolis mossi (Muma, 1945)